# Der Kanadier
Der Kanadier war eine von 1970 bis 1994 erscheinende englisch- und französischsprachige Wochenzeitung der kanadischen Streitkräfte in Europa mit Redaktionssitz in Lahr/Schwarzwald (ISSN 0175-6346).
Ihre Vorgänger waren seitens der Luftwaffe The Arrowhead Tribune (Marville 1957–67, Lahr 1967–70, ISSN 1434-5528) und The Schwarzwälder (Baden-Baden 1967–70), seitens der Landstreitkräfte The Beaver (Soest 1957–70). Die Auflage betrug ca. 7.000, zu Zeiten des Zweiten Golfkriegs bis zu 10.000 Stück. Chefredakteure waren Frank Kohler (1971–88) und Brenda Van Vliet (1988–94). Zeitweise hatte die Zeitung bis zu 19 Angestellte.